# Hukawng Valley
Hukawng Valley är en dal i Myanmar.   Den ligger i regionen Kachin, i den norra delen av landet, 800 km norr om huvudstaden Naypyidaw.